# Internationale Commissie voor Vermiste Personen
De Internationale Commissie voor Vermiste Personen, International Commission on the Status and Function of Missing Persons of kortweg International Commission on Missing Persons (ICMP) is een intergouvernementele organisatie die zich bezighoudt met het vraagstuk van vermiste personen als gevolg van gewapende conflicten, schendingen van mensenrechten en natuurrampen. ICMP helpt overheden bij opgravingen van massagraven en DNA-identificatie van vermiste personen, biedt ondersteuning aan organisaties van families van vermiste personen, en helpt bij het creëren van strategieën en instellingen om te zoeken naar vermiste personen.

## Oprichting
ICMP werd in 1996 opgericht op de G7-top in Lyon, Frankrijk, op initiatief van de Amerikaanse president Bill Clinton, om iets te doen aan de kwestie van de vermisten als gevolg van de diverse conflicten in Bosnië en Herzegovina en Kroatië in de periode van 1991 tot 1995, na het uiteenvallen van de republiek Joegoslavië. In de twintig jaar daarop volgend hebben ICMP-inspanningen geresulteerd in de identificatie van zeventig procent van de vermisten uit het voormalige Joegoslavië, inclusief 7.000 van de 8.000 vermisten van de genocide van Srebrenica.
In december 2014 werd een verdrag opgesteld waardoor de commissie een nieuwe status kreeg, als een "internationale organisatie in haar eigen recht", hetwelk door vijf staten werd ondertekend. Het verdrag wijst Den Haag aan als de zetel van de organisatie. Op 7 juli 2016 vond de opening plaats van het hoofdkantoor aan de Haagse Koninginnegracht. Het voormalig hoofdkwartier in Bosnië-Herzegovina bleef in gebruik als Sarajevo Office van ICMP. Zowel deze vestiging als het nieuwe hoofdkwartier in Den Haag beschikt over een lab voor forensisch onderzoek.

## Mandaat
Het officiële mandaat van ICMP luidt:
ICMP streeft ernaar om samenwerking op gang te brengen tussen overheden en andere instanties bij het opsporen en identificeren van vermiste personen als gevolg van conflicten, schendingen van de mensenrechten, rampen, georganiseerd geweld en andere oorzaken, alsmede hen in hun werk bij te staan. ICMP ondersteunt ook de inspanningen van andere organisaties, stimuleert de publieke betrokkenheid bij de activiteiten en draagt bij aan de ontwikkeling van passende uitingen van herdenking en eerbetoon aan de vermisten.

## Werkzaamheden

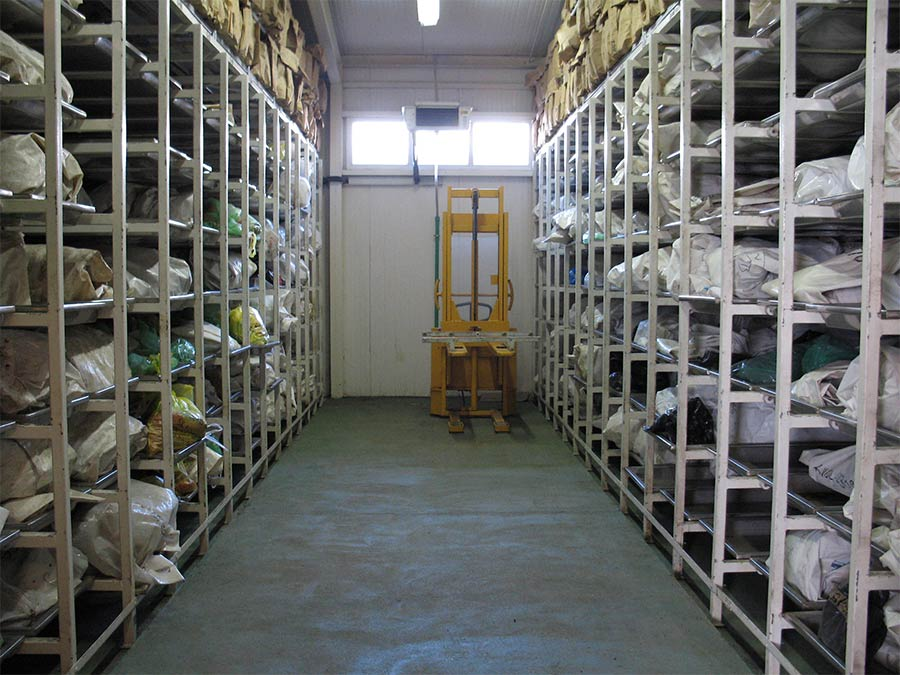
ICMP's Podrinje Identificatie Project (PIP) werd allereerst opgericht voor de identificatie van de slachtoffers van het bloedbad in Srebrenica in 1995. PIP bevat een voorziening voor het opslaan, verwerken en afhandelen van opgegraven menselijke resten. Een groot deel van de overblijfselen betreffen slechts fragmenten of vermengde lichaamsfragmenten, omdat ze uit secundaire massagraven werden gedolven. De foto toont een deel van het gekoelde mortuarium.

Hoewel aanvankelijk gevestigd in Sarajevo, Bosnië-Herzegovina, houdt ICMP zich momenteel bezig met een breed werkterrein, dat de voormalige conflictgebieden in de westelijke Balkan en het Midden-Oosten omvat, evenals gebieden die getroffen zijn door natuurrampen. Voorbeelden zijn onder meer door tsunami's getroffen gebieden in Zuid-Azië en de Amerikaanse staat Louisiana na de orkaan Katrina. In 2001 stuurde ICMP na de aanslagen van 11 september 2001 op het World Trade Center op verzoek van de autoriteiten van New York, twee van haar forensische wetenschappers naar de Verenigde Staten.
In juni 2008 werden de Filipijnen getroffen door de tropische cycloon Frank, met meer dan 1.000 doden als gevolg. In een poging om de Filipijnen te helpen bij de identificatie van personen die als gevolg van deze tragedie zijn omgekomen, verzocht Interpol ICMP om samenwerking, waarbij voor het eerst een beroep werd gedaan op een akkoord tussen ICMP en Interpol, ondertekend in november 2007, om gezamenlijk te reageren op rampen.

## Organisatie

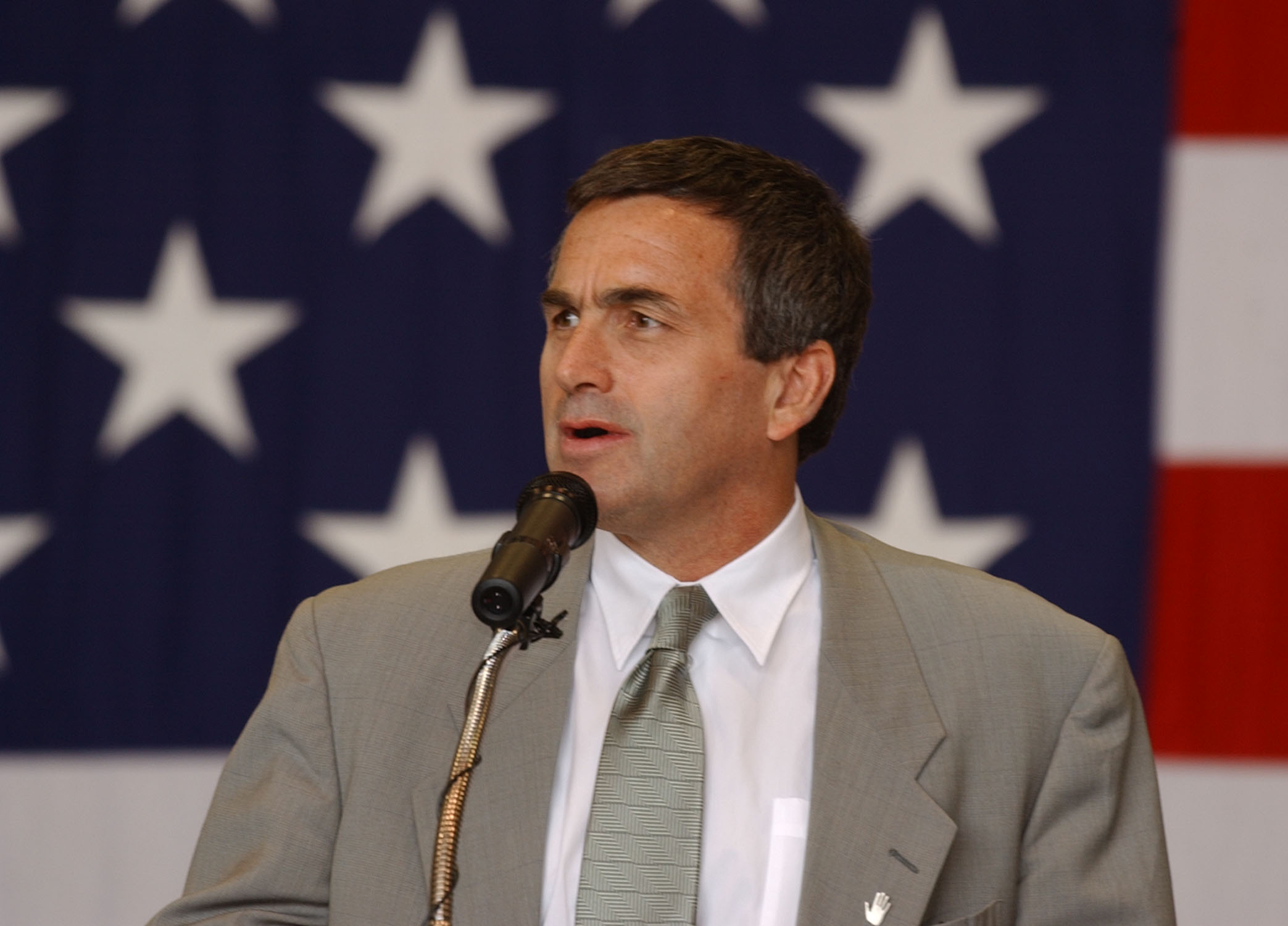
Thomas J. Miller in 2003, toen nog werkzaam als ambassadeur

ICMP, een organisatie met circa 140 werknemers, wordt geleid door een president (voorzitter) en een directeur-generaal. De eerste voorzitter van ICMP was Cyrus Vance, een voormalige Amerikaanse minister van Buitenlandse Zaken. De huidige voorzitter van ICMP is Thomas Miller, een voormalig ambassadeur van de Verenigde Staten. In de commissie zit onder anderen koningin Noor van Jordanië en eerder ook de voormalige Nederlandse premier Wim Kok. Directeur-generaal is Kathryne Bomberger, die sinds 1998 voor ICMP werkzaam is en sinds 2004 in haar huidige hoedanigheid.
Voorzitters:

1996 - 1997: Cyrus Vance

1997 – 2001: Bob Dole

2001 – 2011: James V. Kimsey

2011 - heden : Thomas J. Miller

## Lidstaten
Met de toetreding van Afghanistan in oktober 2019 waren de volgende staten aangesloten:
- Afghanistan (sinds 2019[9])
- België
- Chili
- Cyprus
- Duitsland (sinds 2021[10])
- El Salvador
- Luxemburg
- Nederland
- Servië
- Verenigd Koninkrijk
- Zweden